# 斯瓦什帕万·辛格
斯瓦什帕万·辛格（英語：Swashpawan Singh，1948年12月9日—），印度前外交官，曾任印度常駐聯合國日內瓦辦事處代表和大使、印度駐科威特大使、印度駐休斯頓總領事等職務。

## 经历
斯瓦什帕万·辛格生於1948年12月9日。
2002年1月至2005年10月，任印度駐科威特大使。

## 個人生活
已婚，育有一子。